# Wukoł Ławrow
Wukoł Michajłowicz Ławrow (ur. 23 września 1852 w Jelcu, zm. 23 stycznia 1912 w Wiertoszynie k. Moskwy) – rosyjski dziennikarz i tłumacz literatury polskiej. Począwszy od 1880 wydawał w Moskwie pismo Russkaja myśl. Zasłynął głównie tłumaczeniami dzieł Henryka Sienkiewicza (m.in. Ogniem i mieczem, Potop, Bez dogmatu, Janko Muzykant), a także Elizy Orzeszkowej, Marii Konopnickiej, Władysława Rejmonta, Teodora Jeża i innych.